# Хауленд (остров)
Ха́уленд (англ. Howland Island) — остров в центральной части Тихого океана, неинкорпорированная неорганизованная территория США (то есть, формально не входит в состав США, но является их владением).
Открыт в начале XIX века. С 1857 года официально принадлежит США. Общая площадь — 1,62 км².

## География

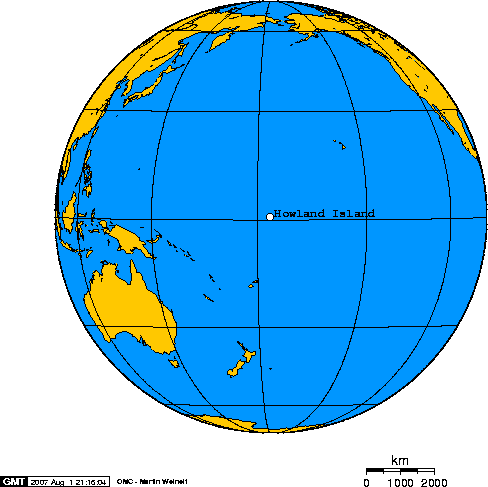
Расположение Хауленда

Остров имеет вытянутую форму и окружён коралловым рифом. Его ширина — не более 800 метров, длина — 2,5 километра. Протяжённость береговой линии — 6,4 километра. Наибольшая высота — 3 метра. На острове расположен маяк Эрхарт.
Иногда вместе с лежащим в 70 км южнее островом Бейкер включается в состав островов Феникс.

## Растительность и животный мир
Остров полностью покрыт травой, стелющимися ползучими растениями и низкорастущими кустарниками. В центре растут невысокие деревья.

## История
Хауленд открыт в 1842 году американскими китобоями и назван в честь одного из них. Был включён в состав Гавайских островов, но в 1936 году перешёл под юрисдикцию Министерства внутренних дел США. Хауленд — так называемая неинкорпорированная территория США (юридически не является частью территории США). В настоящий момент Министерство внутренних дел наблюдает за островом в рамках Национальной программы спасения дикой природы.
С этим островом связано исчезновение легендарной американской лётчицы Амелии Эрхарт. По распоряжению президента Франклина Рузвельта на Хауленде была построена взлётно-посадочная полоса специально для посадки самолёта Эрхарт с целью дозаправки. Эрхарт вылетела в направлении Хауленда 2 июля 1937, после чего самолёт пропал. В январе 2024 года американская научно-исследовательская компания Deep Sea Vision (DSV) обнаружила к западу от острова предположительно останки лёгкого самолёта, который может быть самолётом Эрхарт.

## Население
В 1936 году на остров, наряду с островами Бейкер и Джарвис прибыло несколько добровольных колонистов из США, которые основали поселение Итаскатаун, названного в честь корабля «Итаска», перевозившего людей на этот остров. Поселение представляет собой полосу из нескольких небольших домов и палаток на западе Хауленда. Также на Хауленде есть маяк в честь Амелии Эрхарт, обломки которого стоят по сей день.
8 декабря 1941 года японские бомбардировщики сбросили бомбы на поселение, в результате чего погибло два человека. Через 2 дня японская подводная лодка обстреляла Итаскатаун, из-за чего все постройки превратились в руины. 31 января 1942 года выжившие 2 человека были эвакуированы на территорию США.

На данный момент остров необитаем. Ежегодно здесь бывают представители МВД и Береговой охраны США. Доступ на остров — только по специальному разрешению и в основном для учёных.

## Галерея

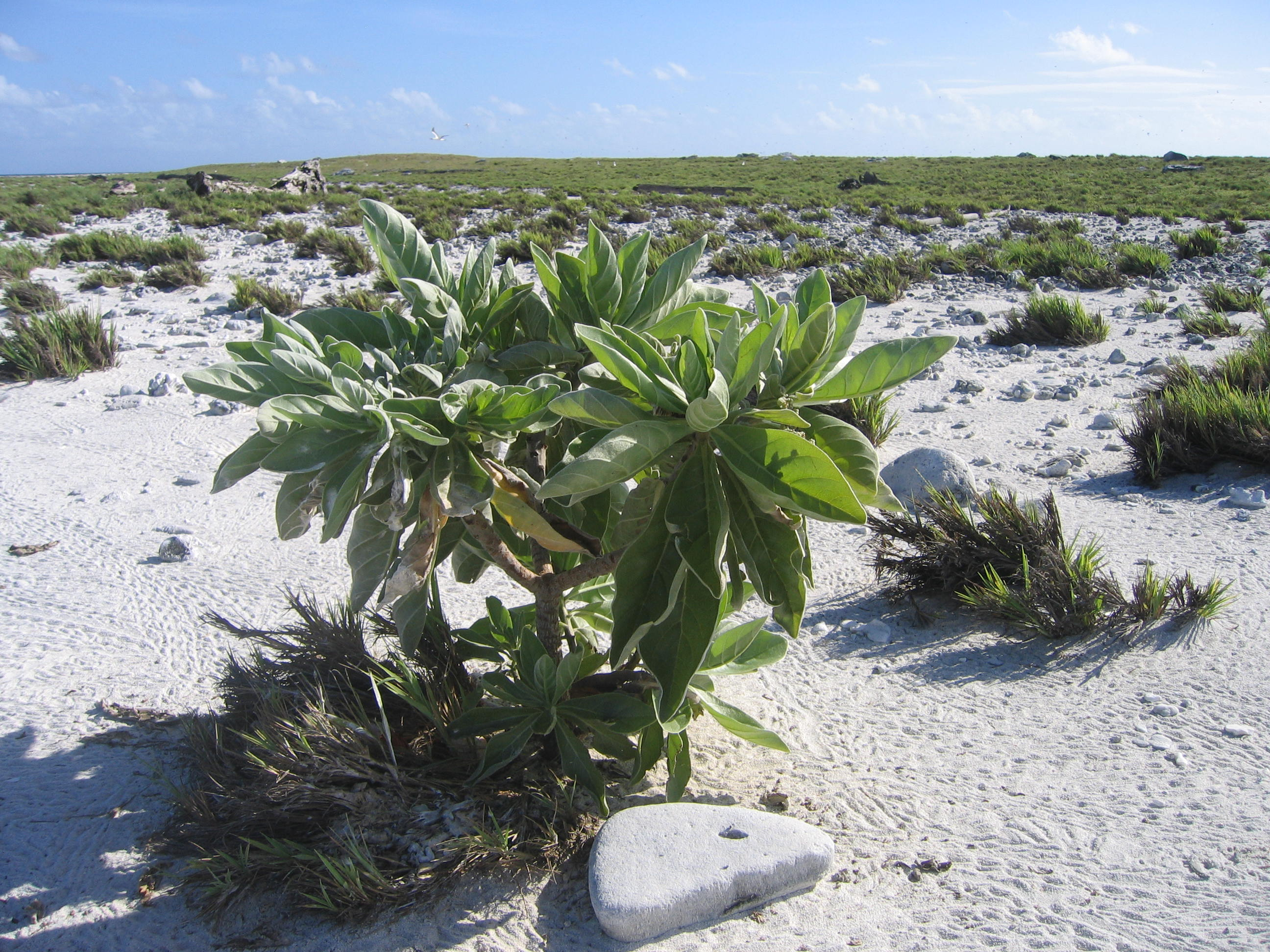
Флора Хауленда
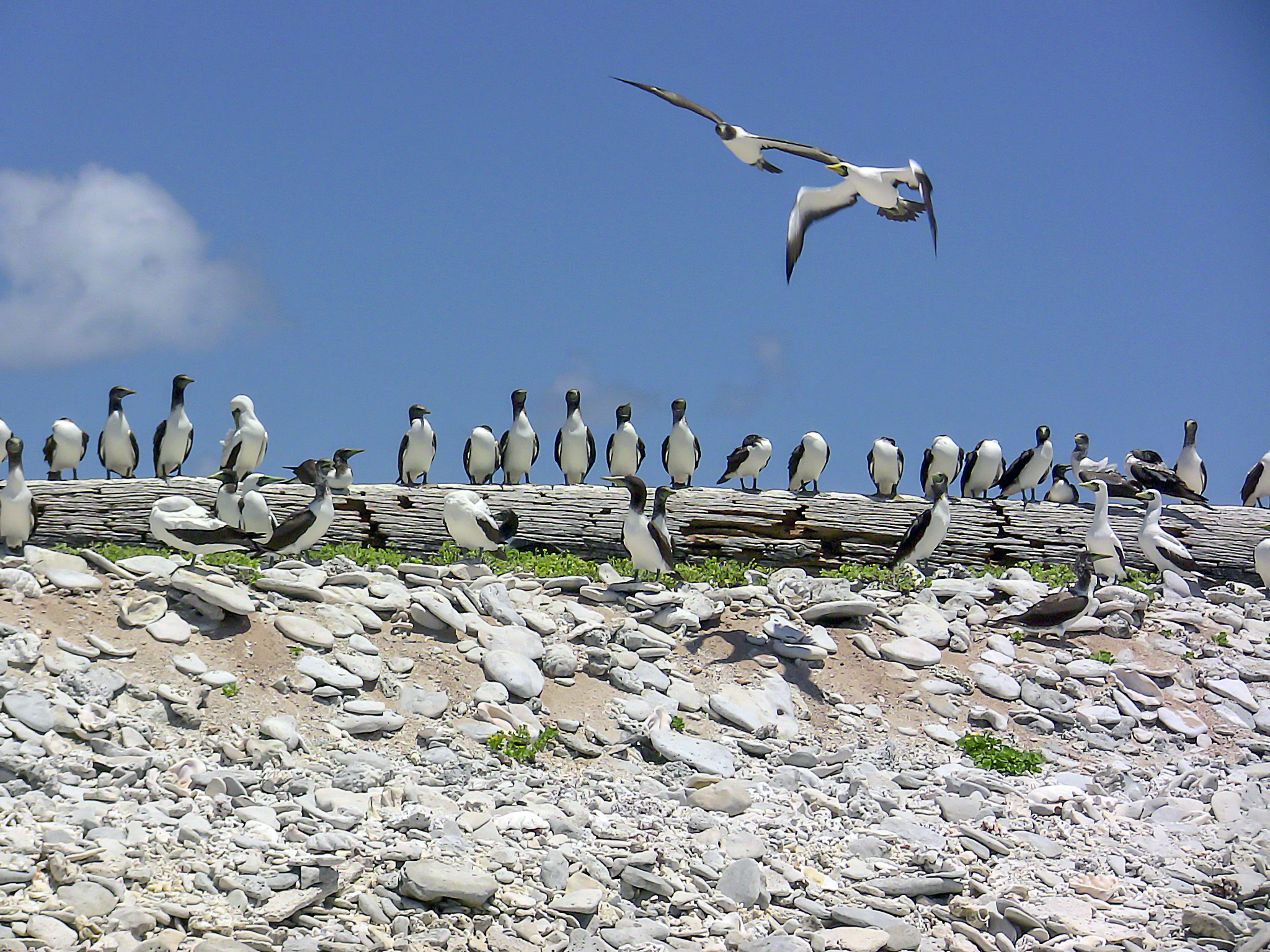
Птицы на острове
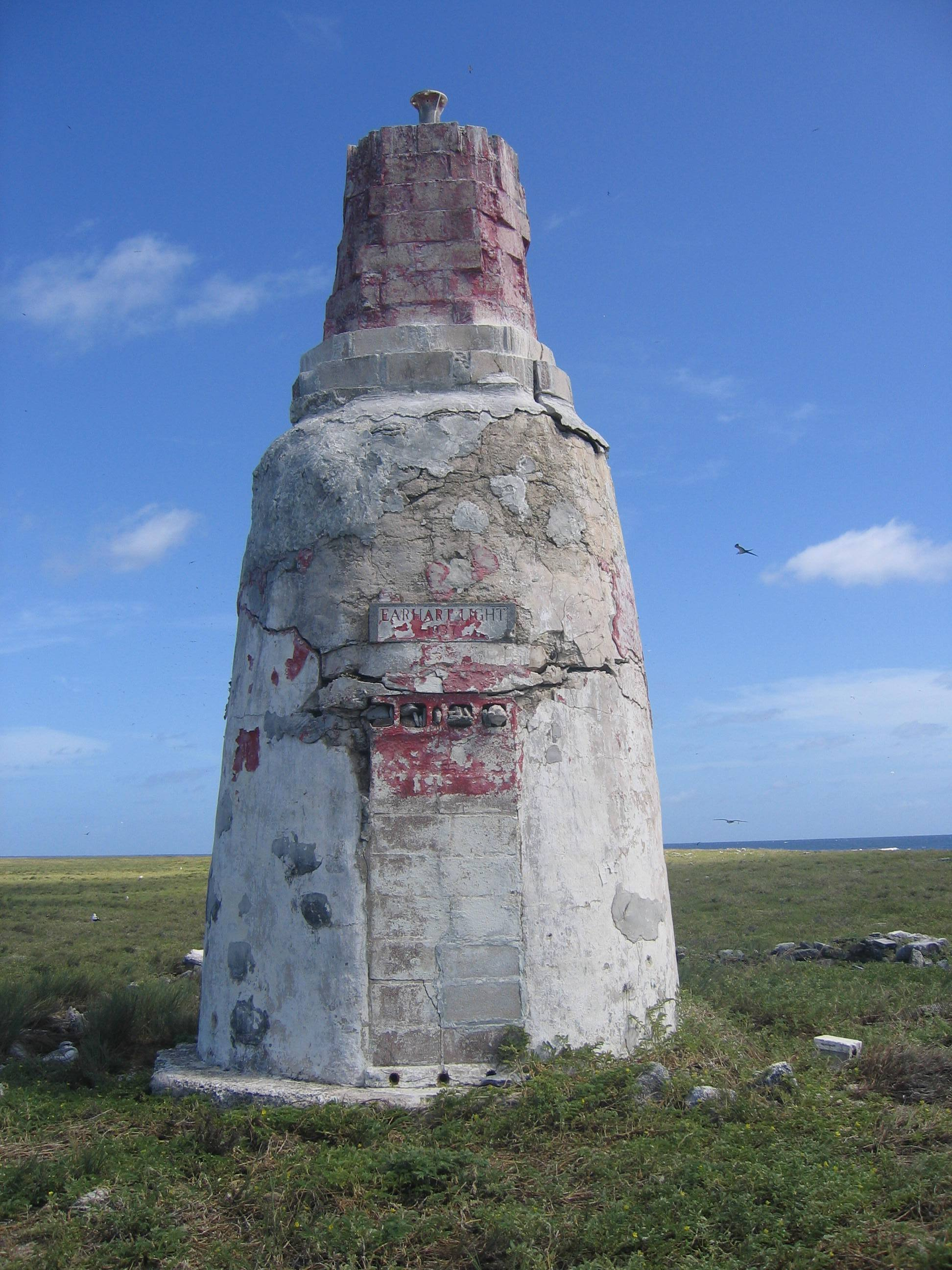
Маяк Эрхарт